# Ralph Lauren

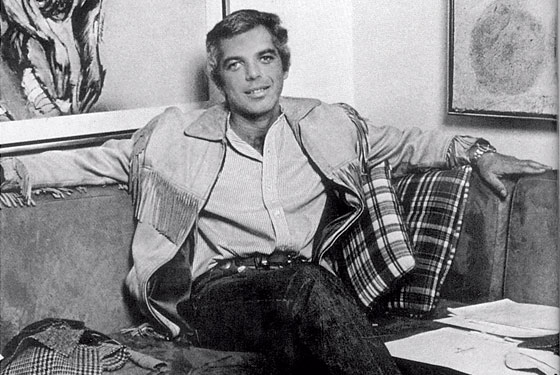
Ralph Lauren (1979)

Ralph Lauren, originàriament Ralph Lipschitz, (Nova York, 14 d'octubre de 1939) és un dissenyador de moda i empresari estatunidenc, conegut per haver fundat la marca de roba “Polo Ralph Lauren”.
El 2025 el President dels Estats Units Joe Biden li concedí la Medalla Presidencial de la Llibertat.

## Biografia
Ralph Lipschitz va néixer el 14 d'octubre de 1939 en el sector de classe mitjana-baixa del Bronx, de pares jueus immigrants. De jove es va posar a treballar per comprar roba de marca. Als 16 anys, el seu germà Jerry i ell es van canviar el cognom pel de Lauren, ja que Lipschitz era difícil de pronunciar. Va estudiar Economia al City College (Manhattan), però poc després de graduar-se es va retirar de la vida d'estudiant. Després de la universitat, l'any 1962 es va allistar a l'exèrcit, durant dos anys, i després va decidir casar-se amb Ricky Low-Beer aquell mateix any. De la seva unió van néixer dos fills i una filla: Andrew, David i Dylan. Va treballar un temps com a venedor de guants i per a un fabricant de corbates, on es va inspirar per dissenyar la seva pròpia línia de corbates. Als 28 anys, va obrir la seva primera botiga de corbates i un any més tard va introduir una línia completa per a homes. Caldria esperar fins a 1971 perquè fos introduïda la de dona. Ralph Lauren dissenyà per a totes les edats. Avui en dia és considerada una de les firmes més prestigioses i exclusives del món i amb més presència internacional. La línia d'home es divideix en diferents marques o etiquetes: Black Label, Polo Ralph Lauren, RLX i Purple Label, sent aquesta última la més luxosa, exclusiva i menys assequible de totes. De la mateixa manera, la línia de dona es divideix en Black Label, Blue Label, Lauren, Pink Pony, RLX i la Col·lecció d'Alta Costura presentada cada temporada. Finalment, també posseeix una línia de fragàncies, ulleres i altres accessoris.

## Botigues
Tot i tenir presència a bona part del món, algunes de les tendes més importants són:
- 867 Madison Avenue, Ciutat de Nova York
- 888 Madison Avenue, Ciutat de Nova York
- 173 Boulevard St. Germain, París
- 750 N.Michigan Ave, Chicago
- TRETYYAKOVSKY, Moscou
- Via Montenapoleone4, Milà
- 4-25-15 Jingumae, Tòquio
- 169-173 Regent Street, Londres